# Ari-Pekka Nikkola
Ari-Pekka Nikkola (* 16. Mai 1969 in Kuopio) ist ein ehemaliger finnischer Skispringer und heutiger Skisprungtrainer. Er startete für den Verein seiner Geburtsstadt, den Puijon Hiihtoseura.

## Werdegang
Seinen ersten Einsatz im Skisprung-Weltcup hatte er am 30. Dezember 1985 bei der Vierschanzentournee in Oberstdorf. Seinen Durchbruch schaffte er in der folgenden Saison. Im italienischen Asiago wurde er erst Juniorenweltmeister, am 28. Februar 1987 gewann er erstmals ein Weltcupspringen. Insgesamt gewann er in seiner Karriere neun Weltcupspringen. Erst nach dem Karriereende Matti Nykänens konnte er aus dessen Schatten heraustreten; in der Saison 1989/90 gewann er zum einzigen Mal auch den Gesamtweltcup, in der Saison 1995/96 wurde er nur knapp Zweiter hinter Andreas Goldberger. Zu seinen Einzelerfolgen zählt zudem eine Silbermedaille von der Normalschanze bei der Nordischen Skiweltmeisterschaft 1989 in Lahti und eine Bronzemedaille bei den Weltmeisterschaften 1991.
Die meisten Medaillen gewann Nikkola mit der finnischen Mannschaft. 1987, 1989, 1995 und 1997 wurde er mit dem Team Weltmeister, 1991 Vizeweltmeister. Bei Olympischen Winterspielen gewann er 1988 in Calgary und 1992 in Albertville mit der Mannschaft die Goldmedaille, wobei Nikkola als einziger finnischer Springer an beiden Wettbewerben teilnahm. Er war damit zugleich der erste Springer, der sowohl in der Parallel- wie auch der V-Stil-Ära eine olympische Medaille gewann. Der Finne ist auch einer der Athleten, die in beiden Stilen Weltcupspringen gewannen. Nach der enttäuschend verlaufenen Saison 1997/98 beendete er seine Karriere. Im April 2006 wurde er Trainer des B-Kaders in Slowenien. Im Januar 2007 löste er Vasja Bajc als Trainer des slowenischen A-Kaders ab, wurde jedoch nach der Saison 2007/08 aus dieser Position wieder entlassen. Derzeit gehört er zum Trainerteam des finnischen Skiverbandes.

## Erfolge

### Weltcupsiege im Einzel
| Nr. | Datum             | Ort          | Typ           |
| --- | ----------------- | ------------ | ------------- |
| 1.  | 28. Februar 1987  | Lahti        | Normalschanze |
| 2.  | 4. März 1987      | Örnsköldsvik | Normalschanze |
| 3.  | 10. Dezember 1989 | Lake Placid  | Normalschanze |
| 4.  | 4. Januar 1990    | Innsbruck    | Großschanze   |
| 5.  | 11. Januar 1990   | Engelberg    | Großschanze   |
| 6.  | 25. März 1990     | Planica      | Großschanze   |
| 7.  | 4. Januar 1991    | Innsbruck    | Großschanze   |
| 8.  | 16. Dezember 1995 | Chamonix     | Normalschanze |
| 9.  | 21. Januar 1996   | Sapporo      | Großschanze   |

### Weltcupsiege im Team
| Nr. | Datum            | Ort       | Typ         |
| --- | ---------------- | --------- | ----------- |
| 1.  | 23. Februar 1996 | Trondheim | Großschanze |
| 2.  | 8. März 1997     | Lahti     | Großschanze |

### Grand-Prix-Siege im Einzel
| Nr. | Datum           | Ort          | Typ           |
| --- | --------------- | ------------ | ------------- |
| 01. | 14. August 1996 | Trondheim    | Großschanze   |
| 02. | 25. August 1996 | Hinterzarten | Normalschanze |

## Statistik

### Weltcup-Platzierungen
| Saison  | Platz | Punkte |
| ------- | ----- | ------ |
| 1985/86 | 47.   | 0011   |
| 1986/87 | 10.   | 0124   |
| 1987/88 | 19.   | 0041   |
| 1988/89 | 05.   | 0136   |
| 1989/90 | 01.   | 0287   |
| 1990/91 | 05.   | 0158   |
| 1991/92 | 12.   | 0081   |
| 1993/94 | 16.   | 0266   |
| 1994/95 | 08.   | 0572   |
| 1995/96 | 02.   | 1384   |
| 1996/97 | 12.   | 0464   |
| 1997/98 | 29.   | 0213   |

### Grand-Prix-Platzierungen
| Saison | Platz | Punkte |
| ------ | ----- | ------ |
| 1994   | 02.   | 694    |
| 1995   | 03.   | 913    |
| 1996   | 01.   | 405    |
| 1997   | 23.   | 053    |

### Schanzenrekorde
| Ort            | Land        | Weite               | aufgestellt am | Rekord bis       |
| -------------- | ----------- | ------------------- | -------------- | ---------------- |
| Trondheim      | Norwegen    | 128,0 m (HS: 140 m) | 23. März 1996  | 27. Februar 1997 |
| Oberwiesenthal | Deutschland | 98,5 m (HS: 106 m)  | 1996           | 1996             |

## Trivia
Die Liedermacher Christoph & Lollo singen in ihrem Lied Ari-Pekka Nikkola über den ehemaligen Skispringer.
In der finnischen Comedy-Serie Ratkaisijat – die Kühe von Studio Julmahuvi wird A.-P. Nikkola von den Hauptcharakteren Dieter und Berner gesucht. Die Serie ist eine Parodie auf den deutschen Fernsehkrimi Der Alte. Die finnischen Schauspieler sprechen dabei sehr gebrochenes Deutsch und werden finnisch untertitelt, was der Serie einen besonderen Charme verleiht, gerade für deutschsprachige Zuschauer. Die Parodie ist u. a. bei YouTube zu sehen.